# Daiki Tanaka
Daiki Tanaka (田中大貴?, Tanaka Daiki; Unzen, 3 settembre 1991) è un cestista giapponese.

## Carriera
Con il Giappone ha disputato i Giochi olimpici di Tokyo 2020, i Campionati mondiali del 2019 e tre edizioni dei Campionati asiatici (2013, 2015, 2017).